# Ostróżka tatrzańska

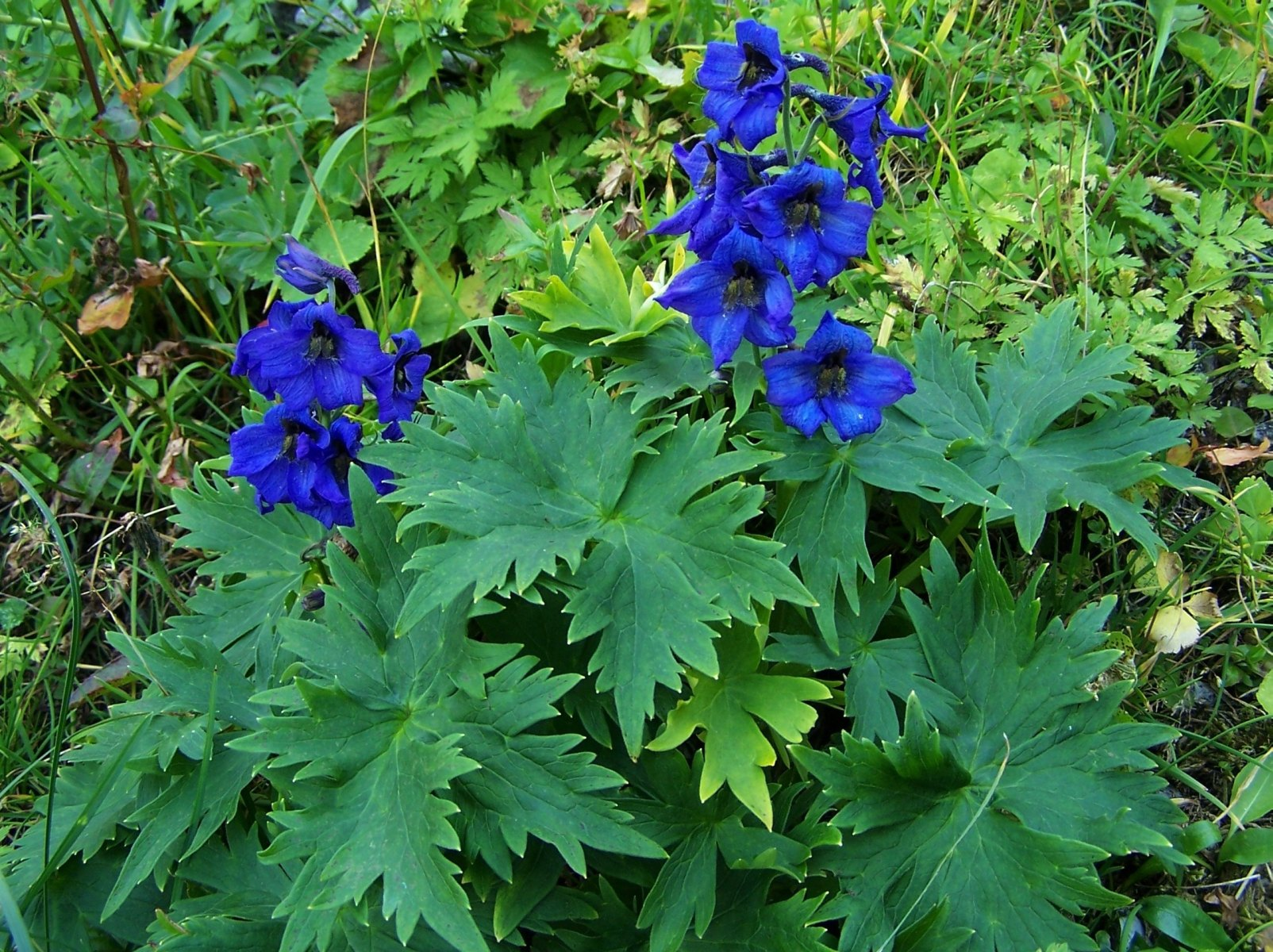

Ostróżka tatrzańska (Delphinium oxysepalum) – gatunek rośliny wieloletniej należący do rodziny jaskrowatych (Ranunculaceae). Endemit zachodniokarpacki. Jedynymi miejscami na świecie, gdzie rośnie dziko to: Tatry, Niżne Tatry, Wielki Chocz, Mała Fatra. Status gatunku we florze Polski: gatunek rodzimy.

## Morfologia
ŁodygaWzniesiona, soczysta, gruba, nierozgałęziona. Osiąga wysokość 50–100 cm. Górą przylegająco owłosiona, dołem gładka.
LiścieUlistnienie naprzeciwległe, liście duże, nagie lub słabo owłosione z długimi i grubymi ogonkami. Są głęboko 5- klapowe. Ich listki są 3– wrębne, głęboko zazębione. Unerwienie liści wyraźnie promieniste.
KwiatyNa szczycie łodygi kwiaty na długich szypułkach, zebrane w grono. Kwiaty intensywnie lazurowe lub fioletowe i posiadające dużą, brodawkowatą ostrogę. Kwiat (bez ostrogi) ma długość 22–40 mm i szerokość 6–12 mm. Składa się z 5 długich działek kielicha, które pełnią rolę płatków korony. Charakterystyczną cechą gatunkową jest kształt tych działek – są one długie i mają zaostrzone końce. Cztery płatki korony są zredukowane, trudne do zauważenia. Górna działka kielicha tworzy ostrogę. Wewnątrz kwiatu 3 słupki i liczne pręciki.
OwocNieduże, delikatnej budowy mieszki, o lekkim niebieskim zabarwieniu. Nasiona ze skrzydełkami, rozsiewane przez wiatr.
KorzeńGrube i mocne, głęboko wrastające w glebę.

## Biologia i ekologia
- Rozwój: bylina. Roślina miododajna i owadopylna, kwitnie w lipcu[6].
- Siedlisko: rośnie w ziołoroślach, poza tym spotyka się ją na zarastających piargach, wśród skał, na murawach, przy ścieżkach. Rośnie zarówno na podłożu wapiennym, jak i granitowym. Roślina górska, granica jej pionowego zasięgu wynosi od ok. 1000 do 2100 m n.p.m.[6].
- W klasyfikacji zbiorowisk roślinnych gatunek charakterystyczny dla związku (All.) Adenostylion[8].
- Cała roślina oprócz kwiatów jest trująca. Powoduje spadek ciśnienia, trudności w oddychaniu, przy dużych dawkach zatrzymanie pracy serca[9].
- Tworzy mieszańce z ostróżką wyniosłą (Delphinium elatum)[7].